# Mykola Michnowskyj

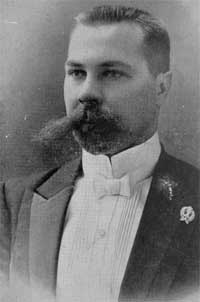
Mykola Michnowskyj

Mykola Iwanowytsch Michnowskyj (ukrainisch Микола Іванович Міхновський; russisch Николай Иванович Михновский Nikolai Iwanowitsch Michnowski; * 19. Märzjul. / 31. März 1873greg. in Turiwka bei Pryluky, Gouvernement Poltawa, heute Ukraine; † 3. Mai 1924 in Kiew) war ein ukrainischer Politiker und Begründer des radikalen ukrainischen Nationalismus. Michnowskyj gilt als Chefideologe der ukrainischen Staatlichkeit. Die 1902 von ihm gegründete Ukrainische Volkspartei war die erste politische Partei, die in ihrem Programm Gründung eines ukrainischen Nationalstaates forderte.

## Leben
Michnowskyj wurde 1873 in der Familie eines aus einem alten ukrainischen Kosakengeschlecht stammenden orthodoxen Priesters geboren. Nach dem Abschluss des Gymnasiums in Pryluky studierte Michnowskyj Recht an der Universität des Hl. Wladimir in Kiew. Nach dem Abschluss der Studien in Kiew zog er 1898 nach Charkiw um, wo er seine Rechtskanzlei führte.
Noch als Student engagierte sich Michnowskyj in den geheimen Bündnissen der ukrainischen Studentenschaft in Kiew und Charkiw (Taras-Bruderschaft, gemeint ist Nationaldichter Taras Schewtschenko). 1893 wurden die Aktivitäten des Bündnisses in Charkiw durch die russische Gendarmerie entdeckt und die aktivsten Teilnehmer verhaftet, das Netz der Bündnisse umfasste aber schon alle Universitätsstädte in der Ukraine und auch viele Gymnasien.

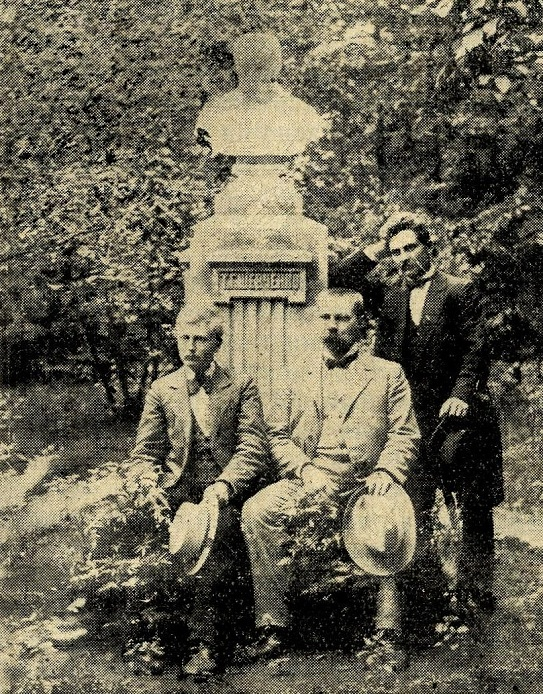
Lewko Mazijewytsch, Mykola Michnowskyi und Seweryn Pankiwskyj um 1900 neben dem ersten Denkmal für Taras Schewtschenko in Charkiw (Bildhauer Wladimir Beklemischew).

Nach dem Umzug nach Charkiw setzte Michnowskyj seine politische Arbeit fort. 1900 wurde dort die erste ukrainische politische Partei in der zu Russland gehörenden Zentral- und Ostukraine, die Revolutionäre Ukrainische Partei (RUP), gegründet. Die von Michnowkyj verfasste Rede zum Schewtschenko-Jubiläum mit der Forderung nach „einer, einheitlichen, freien, souveränen Ukraine von den Karpaten bis an den Kaukasus“ wurde zum Programm der RUP. Die Rede erschien im gleichen Jahr in Lemberg (damals Österreich-Ungarn) als Broschüre mit dem Titel Selbständige Ukraine (Samostijna Ukrajina).
Die RUP trat jedoch allmählich von der Forderung nach einem ukrainischen Staat zurück und nahm immer mehr Züge einer sozialdemokratischen Partei an. Diese Wendung veranlasste Michnowskyj 1902 zur Gründung der nationalistischen Ukrainischen Volkspartei, die als erste ukrainische Partei die Gründung einer unabhängigen Ukrainischen Republik in ihrem Programm fordert. 1905 erschien in Lemberg sein Projekt der ukrainischen Verfassung „Das Grundgesetz der freien Ukraine, einer Gemeinschaft des Ukrainischen Volkes“.
Nach der Februarrevolution in Russland 1917 und der Einberufung der Ukrainischen Zentralna Rada, einer provisorischen politischen Repräsentanz des ukrainischen Volkes in Kiew, engagierte sich Michnowskyj mit anderen ukrainischen Offizieren beim Ausbau der kampffähigen ukrainischen Streitkräfte, die seiner Auffassung nach den jungen Staat verteidigen sollten. Seine radikalen Forderungen nach einer von Moskau unabhängigen Ukrainischen Republik und Versuche, eine widerstandsfähige Armee auszubauen, scheiterten am Pazifismus der ukrainischen Sozialdemokraten und dem anfänglichen Festhalten der Zentralna Rada am Konzept eines föderativen Russlands mit einer ukrainischen Autonomie.
Nach dem Scheitern der sozialdemokratischen Volksrepublik Ukraine und Gründung der Ukrainischen SSR zog sich Michnowskyj bis 1923 in das Kuban-Gebiet zurück, wo er in der Staniza Poltawskaja lebte und als Lehrer arbeitete. 1923 kehrte er nach Kiew zurück. Sofort nach der Rückkehr wurde er mehrmals durch die Tscheka vorgeladen. Am 3. Mai 1924 fand man ihn, erhängt im Garten seinen Freundes Wolodymyr Schemet. Die genauen Umstände seines Todes wurden nie aufgeklärt. Michnowskyj wurde in Kiew auf dem Baikowe-Friedhof beigesetzt.